# 五房洲
五房洲，是台灣屏東縣新園鄉的一個傳統地域名稱，位於該鄉西部及西南部。相較於今日行政區，其範圍大致包括田洋村西南端、新東村西半部、新園村西半部、五房村西大半部、鹽埔村西部、共和村西部。

## 歷史
台灣日治初期，五房洲地區為一街庄，稱為「五房洲庄」，隸屬於新園里。該庄西南、西及西北隔淡水溪（今高屏溪）與汕尾庄、溪洲庄、潭頭庄、赤崁庄為界，東北與田洋仔庄為鄰，東與新園庄、烏龍庄為鄰，南邊臨臺灣海峽。
1901年（日治明治三十四年）11月，全台廢縣廳改設二十廳，該庄隸屬於阿猴廳。1903年（明治三十六年）12月，阿猴廳改名為阿緱廳。1904年（明治三十七年）4月，該庄編入「仙公廟區」，隸屬於阿緱廳。1909年（明治四十二年）10月，合併二十廳為十二廳，仙公廟區仍隸屬於阿緱廳。1920年（大正九年），全台地方制度大改正，廢十二廳改設五州二廳，該庄改制為「五房洲」大字，隸屬於高雄州東港郡新園庄。
戰後新園庄改制為新園鄉，隸屬於高雄縣，大字亦改制為村。1950年（民國39年）3月，新園鄉拆分出崁頂鄉，本地區仍隸屬新園鄉。同年10月，高、屏分治，新園鄉改隸屬屏東縣。

## 聚落
本地區發展較早的聚落有五房洲、頂五房洲等，在日治期初期的官方地圖上已有記載。

## 交通
省道台17線又稱「西部濱海公路」，是甲南至水底寮的幹道，經過本地區五房洲聚落。由該道路（大方向）北行可前往高雄市林園區、小港區、前鎮區、高雄市中心等地等地；南行可前往東港鎮、林邊鄉、佳冬鄉、枋寮鄉，並止於水底寮的省道台1線路口。
鄉道屏62線是五房至港西的道路。
鄉道屏63線是新吉莊至東港的道路。